# Maksim Huscik
Maksim Huscik, accreditato come Maxim Gustik dalla FIS (in bielorusso Максім Гусцік?, in russo Максим Густик?; Minsk, 1º maggio 1988 – Minsk, 9 dicembre 2023), è stato uno sciatore freestyle bielorusso.
Era specializzato nella disciplina dei salti.

## Biografia
In Coppa del Mondo esordì il 1º marzo 2008 a Mosca (10º). Ottenne il primo podio il 17 febbraio 2012 a Kreischberg (2º) e la prima vittoria il 1º febbraio 2013 a Deer Valley.
In carriera partecipò a tre edizioni dei Campionati mondiali, vincendo una medaglia.
Maksim Huscik è morto nel dicembre 2023, a 35 anni, vittima di un incidente stradale.

## Palmarès

### Mondiali
- 1 medaglia:
  - 1 bronzo (salti a Kreischberg 2015)

### Mondiali juniores
- 2 medaglie:
  - 2 ori (salti a Krasnoe Ozero 2006; salti a Airolo 2007)

### Coppa del Mondo
- Miglior piazzamento in classifica generale: 12º nel 2016
- 6 podi:
  - 2 vittorie
  - 2 secondi posti
  - 2 terzi posti

#### Coppa del Mondo - vittorie
| Data             | Luogo       | Paese       | Disciplina |
| ---------------- | ----------- | ----------- | ---------- |
| 1º febbraio 2013 | Deer Valley | Stati Uniti | AE         |
| 20 dicembre 2015 | Pechino     | Cina        | AE         |

Legenda:

AE = salti